# 辛格

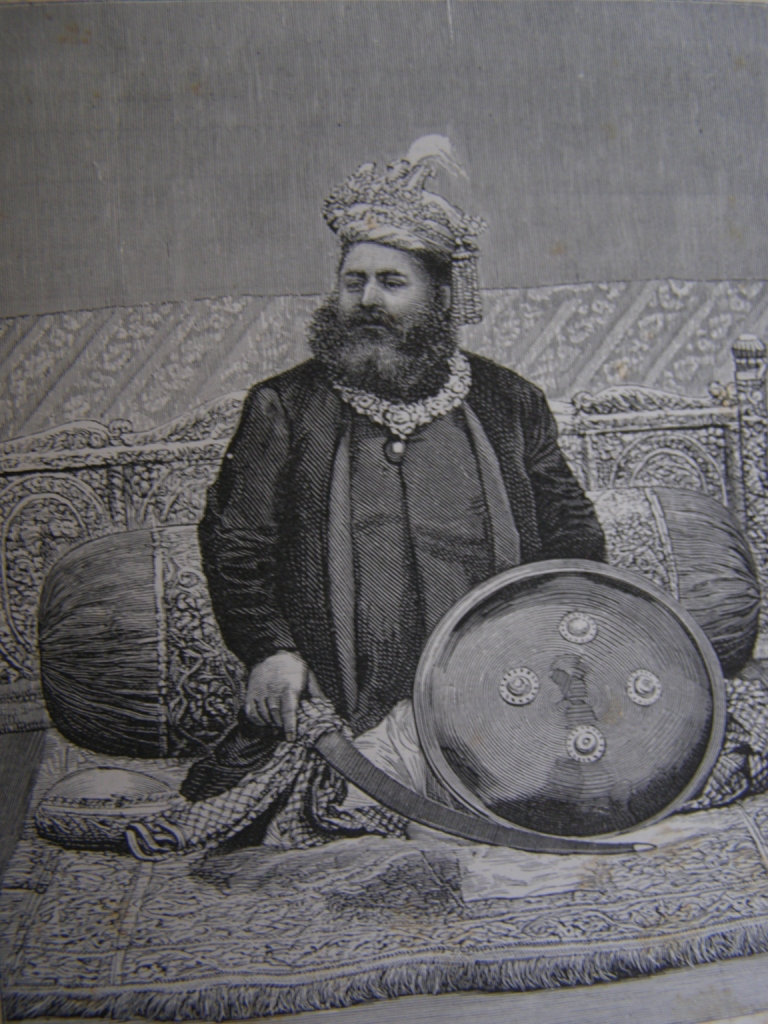
拉吉·達爾班加王朝的統治者拉克什梅什瓦爾·辛格

辛格（英語：Singh，IPA: /ˈsɪŋ/），在粵語中被音譯為「星」或稱作「阿星」，是一个源自印度次大陆的头衔或名字，为梵语中“狮子”的意思，也常常被印度的武士用为头衔。16世纪时期，辛格成为拉杰普特人中的常用姓名。锡克教于1699年，按照戈宾德·辛格的意见采用了辛格这一名字，所有正式的锡克教男性教徒不考虑地域或文化的约束，都要使用辛格的名字，所有锡克教的女性教徒使用考尔的名字，意思是“公主”。